# هربرت ونر
هربرت ونر (انگلیسی: Herbert Wehner; زاده ۱۱ ژوئیهٔ ۱۹۰۶ – درگذشته ۱۹ ژانویهٔ ۱۹۹۰) سیاستمدار اهل آلمان بود.
هربرت ونر در ۱۹ ژانویه ۱۹۹۰، در سن ۸۳ سالگی در بن درگذشت.